# Trip (album)
Trip je v řadě druhé, čistě akustické album ostravské kapely Banana. Desku vydalo v roce 2004 vydavatelství Universal Music Group.

## Stopy
1. Wes ist das
2. Jelo Banana
3. Vodkovo oko
4. Bonnie and Clyde
5. Chansone
6. Jezerní intro
7. Moravia Trip
8. Pudolero
9. Smrt na Tahiti
10. Scary Movie
11. Guru Day
12. La Resistence